# Wappen der finnischen Region Nordösterbotten
Wappen der finnischen Region Nordösterbotten

Diese Seite zeigt Wappen der finnischen Städte und Gemeinden  der Region von Nordösterbotten.

## Städte und Gemeinden

Nordösterbotten
Alavieska
Haapajärvi
Haapavesi
Hailuoto
Ii
Ii[7] (seit 2007)
Kalajoki
Kempele
Kuusamo
Kärsämäki
Liminka
Lumijoki
Merijärvi
Muhos
Nivala
Oulainen
Oulu
Pudasjärvi
Pyhäjoki
Pyhäjärvi
Pyhäntä
Raahe
Reisjärvi
Sievi
Siikajoki[26] (seit 2007)
Siikalatva
Taivalkoski
Tyrnävä
Utajärvi
Vaala
Ylivieska

## Wappen aufgelöster und alte Gemeinden

Haukipudas
Kestilä
Kiiminki
Kuivaniemi
Oulujoki
Oulunsalo
Paavola
Pattijoki
Piippola
Pulkkila
Rantsila
Rautio
Revonlahti
Ruukki
Saloinen
Siikajoki
Temmes
Vihanti
Yli-Ii
Ylikiiminki

## Wappenbeschreibung
1. ↑  In Blau sechs (2;2;2) weiße flüchtende Hermeline mit schwarzen Schwanzspitzen.
2. ↑  In Grün zwei zum Schragen gelegte Sensen mit silbernen Stielen und nach außen gelegten goldenen Klingen
3. ↑  In Blau ein silberner geflügelter Pfeil mit goldener Spitze und Befiederung zum rechten Ort zielend
4. ↑  In Blau eine silberne ausgerissene Espe mit fünf Blätter über einem silbernen Wellenschildfuß mit einem blauen Skirad
5. ↑  In Blau eine silberne Dolle
6. ↑  In Gold und Blau geteilt ist oben eine blaue Waage und unten goldgegittert
7. ↑  In Silber eine blaue Robbe neben einer wellengeschnittenen Linksflanke
8. ↑  Ein blaues Segelschiff auf goldenem Grund
9. ↑  In Blau zwei silbern fliegende Enten neben einer wellengeschittenen Linksflanke
10. ↑  In Rot ein trabendes silbernes Ren mit ebenso gefärbten Geweih unter einem goldenen Polarlicht zwischen den Schildrändern
11. ↑  In Silber und Blau geteilt ist oben ein blaues Boot mit sieben züngelnden roten Flammen
12. ↑  In Blau drei weiße flüchtende Hermeline mit schwarzen Schwanzspitzen pfahlgestellt neben einer wellengeschittenen silbernen Rechtsflanke
13. ↑  In Blau eine silberne Schneeflocke über einem silbernen Wellenbalken über dem Schildfuß
14. ↑  In Blau ein silberner Bogenschildfuß mit einem befestigten silbernen Ring
15. ↑  In Blau und Silber mit Wellenschnitt geteilt ist oben ein silberner Lachs und unten drei Blitze in Silber mit Pfeilspitzenden
16. ↑  In Grün ein hölzernes goldenes Tor mit Tür
17. ↑  In Grün ein goldener Hummer
18. ↑  Das Wappen ist in Ror und Silber geteilt. Oben eine goldene gezinnte Burg mit zwei blauen offenen Durchgängen auf der goldene Türme mit ebensolchen gefärbten nach links zeigenden Wimpeln stehen und jeder ein blaues Fenster hat. Unten ein rotgeflosster nach rechts schwimmender blauer Lachs mit rotem Auge.
19. ↑  In Schwarz und Gold mit einem Tannenschnitt geteilt und oben sieben fünfzackige goldenen Sterne als Sternbild „Großer Wagen“ gelegt; unten ein rotbewehrter schwarzer laufender Bär mit roter Zunge
20. ↑  In Blau eine silberne Ganz mit goldenen Beinen und Schnabel über einer Dreizinnenkrone unter der ein  goldenes gemeines Kreuz ist
21. ↑  In Blau ein silberner gespitzter Pfahl mit je einem silbernen fußgespitztem Tatzenkreuz zu seinen Seiten
22. ↑  In Rot ein silbernes Zaungitter mit drei waagerechten und fünf senkrechten Latten
23. ↑  In Rot ein silbernes springendes Pferd mit speerbewaffneten silbernen  Reiter mit Federnkopfschmuck aus der Krone auf dem Helm wachsend, die Zügel, die Satteldecke, in Gold wie auch Sporen, Fahne und Visier und Krone Unter dem Pferd ein goldener geschichteter Steinhaufen auf einem silbernen Wellenschildfuß
24. ↑  In Blau ein silberner Fünfzack
25. ↑  In Gold und Grün durch Kleeblattschnitt geteilt mit einem goldenen Wellenbalken über dem Schildfuß
26. ↑  In Blau ein silberner Balken mit Zahnschnitt oben und Wellenschnitt unten. Drei silberne sechszackige Sterne stehen balkenweise  über und ein silberner Hai schwimmt unter dem Balken
27. ↑  In Blau über einen erhöhten silbernen Wellenschildfuß fliegen fünf silberne Schwäne gestaffelt schräg ins rechte Obereck
28. ↑  In Rot mit dem silbernen Tannenschnittschildhaupt eine silberne Säge mit zwei Griffe
29. ↑  In Blau drei (2;1) silberne Hütten mit je einem roten Fenster
30. ↑  In Grün ein silberner Wellenschräglinksbalken mit einem schwarzen schmalen Boot und vier Teerfässer belegt
31. ↑  In Rot ein erniedrigter silberner Sturzsparren, aus dessen Mitte wachsend ein gezinnter silberner Turm.
32. ↑  In Silber eine blaue Deichsel mit Kleeblattenden
33. ↑  In Blau drei pfahlgestellte silberne rotgeflosste Hechte über einen silbernen Zahnschnittschildfuß
34. ↑  In Rot zwei gekreuzte silberne hölzerne Löffel
35. ↑  In Grün drei (2;1) silberne Rundklingen mit zwei nach unten weisenden goldenen Griffen
36. ↑  In Silber eine blaue Robbe neben einer wellengeschnittenen Linksflanke
37. ↑  In Blau ein silbernes Gitter schräggelegt und mittig ein  silberner Wellenbalken
38. ↑  In Blau ein silberner Brachvogel mit hochgeschlagenen Flügeln, goldenem Schnabel, goldenen Beinen und angehobenem rechten Bein
39. ↑  In Blau zwei silberne Balken mit Zahnschnitt an der Oberseite  und Wellenschnitt unten
40. ↑  In Silber ein schrägrechter blauer Balken mit vier goldenen Blütenständen vom Hafer  an einem Halm
41. ↑  In Blau  mit drei Spitzen ein silbernes Schildhaupt abgetrennt sind unten drei  silberne Klingen
42. ↑  In Silber ein roter Göpel von drei schwarzen Kugeln begleitet
43. ↑  In Schwarz ein silberner linker Schrägfußwellenbalken dem gegenüber ein sechszackiger goldener Stern
44. ↑  In Blau ein silberner Amboss
45. ↑  In Blau über einem silbernen Wellenschildfuß drei silberne Tannen mit je einem silbernen sechszackigen Stern über der Baumspitze
46. ↑  In Blau zwei silberne Balken mit Zahnschnitt an der Oberseite  und Wellenschnitt unten zwischen denen drei sechszackige silberne Sterne sind
47. ↑  In Blau ein achtstrahliges silbernes Rad mit Kleeblättern an den Speichen
48. ↑  In Blau drei pfahlweise gestellte silberne Fische der Art  Kleine Maräne
49. ↑  In Grün mit einem goldenen Wellenband ein goldener Waschzuber mit einem mittig hochgezogenem Griff
50. ↑  In Grün zweimal balkenweise gelegte je drei silberne Seeblätter zwischen denen ein Sensenblatt mit der Spitze nach rechts zeigend liegt
51. ↑  In Blau zwei goldene Blitze mit Pfeilspitzen an den Enden
52. ↑  In Blau drei pfahlweise gestellte goldene Holzschlitten mit der Front nach rechts zeigend.